# Ciro Castillo Rojo
Ciro Ronald Castillo-Rojo Salas (Azángaro, 7 de julio de 1950), más conocido como Ciro Castillo Rojo, es un médico cirujano y político peruano. Es el actual gobernador regional del Callao desde el 1 de enero del 2023.

## Biografía
Es médico cirujano por la Universidad Nacional Mayor de San Marcos y tiene una especialización en Cirugía General por la Universidad Peruana Cayetano Heredia. Desde 1985 trabaja como cirujano.
Estuvo casado con Rosario García-Caballero, con la cual tuvo tres hijos, hasta su fallecimiento en 2016.
Se volvió conocido al encabezar la búsqueda de su hijo Ciro en 2011, el cual desapareció en el valle del Colca. Fue buscado durante doscientos dos días, hasta que fue encontrado sin vida en una quebrada del nevado Bomboya. El caso, que tuvo amplia cobertura mediática, e inspiró una miniserie llamada Ciro, el ángel del Colca, emitida por América Televisión.
En 2017 fue director regional de salud (Diresa) del departamento de Áncash.

## Carrera política
Intentó inscribir su partido político Perú Potencia, con el cual buscó postular a la presidencia del Perú.
Postuló al Gobierno Regional del Callao en las elecciones regionales del 2014 por Acción Popular, quedando en segundo puesto. Volvió a postular al mismo cargo en las elecciones regionales del 2018 por el partido Alianza para el Progreso, sin tener nuevamente éxito.
En las elecciones parlamentarias del 2016, postuló al Congreso de la República por Peruanos Por el Kambio, sin tener éxito. Nuevamente intentó en las elecciones parlamentarias extraordinarias del 2020 por Perú Libre, siendo invitado, y en las elecciones parlamentarias del 2021 por Somos Perú.

### Gobernador regional del Callao
En las elecciones regionales del 2022, es elegido gobernador regional por MÁS Callao, luego de vencer en una segunda vuelta a Miguel Cordano, de Contigo Callao.

## Controversias
En julio de 2023 el dominical Panorama reportó una filtración en que había recurrido un pago 150 000 dólares. La Fiscalía abrió una investigación por presunto tráfico de influencias. Luego de hacerse público en los medios de comunicación, uno de los exconsejeros fue sentenciado por el Octavo Juzgado Unipersonal del Callao.
En ese año, la Corte Superior de Justicia del Callao dictó medidas de protección a favor de la vicegobernadora de esa región, Edita Gladys Vargas Cerón, luego de reportarse presuntas amenazas de Castillo Rojo.